# John Nevil Maskelyne
John Nevil Maskelyne (22 de diciembre de 1839-18 de mayo de 1917) fue un ilusionista e inventor británico. De entre sus inventos cabría destacar la cerradura de pago para inodoros públicos, así como también la marca de máquinas de escribir británica Maskelyne que, a finales del siglo XIX, innovó presentando los primeros modelos de máquinas de escribir con espaciado proporcional al tamaño del carácter.
Su libro "Sharps and Flats: A Complete Revelation of the Secrets of Cheating at Games of Chance and Skill" se considera un análisis detallado de las prácticas de los jugadores de cartas.
En 1914 fundó el Comité Oculto, un grupo para "investigar las afirmaciones de poder sobrenatural y exponer el fraude".

## Primeros años
Maskelyne nació el 22 de diciembre de 1839 en Cheltenham, Gloucestershire, en Inglaterra. Hijo de John Nevil Maskelyne (1800-1875) de quien también toma su mismo nombre y de Harriet née Brunsdon (1812-1871). Fue educado como relojero, disciplina que seguramente le resultó práctica en la fabricación de los autómatas que usaba en sus actuaciones.

## Carrera
Maskelyne se interesó en la prestidigitación después de ver una actuación en el Ayuntamiento de su localidad, llevada a cabo por los hermanos Davenport, unos espiritistas fraudulentos. Durante la actuación se dio cuenta de como funcionaba la ilusión planteada por los Davenport y comentó a la audiencia allí presente que podría recrear el mismo acto sin usar métodos sobrenaturales. Posteriormente con la ayuda de un amigo, el ebanista George Alfred Cooke, construyó una versión gigante del gabinete que utilizaban y juntos revelaron el engaño al público, en un espectáculo en Cheltenham en junio de 1865, patrocinado por el 10.º Cuerpo de Fusileros de Cotswold al que pertenecían. Además del fenómeno pseudoespiritista de los Davenport, agregaron ilusiones de comedia que incluían la transformación de Maskelyne y Cooke en una "mujer desprotegida" y un gorila. Inspirados por la aclamación que recibieron por su inteligente exposición del engaño, los dos hombres repitieron su espectáculo varias veces.
Tras este éxito local se expandieron llevando su espectáculo a pueblos cercanos. Animados por los resultados, decidieron convertirse en magos profesionales y organizaron giras, aprovechando sus rutinas iniciales y ampliando su programa.
Al principio les costaba llegar a fin de mes, pero finalmente William Morton un joven agente teatral relativamente inexperto vio su espectáculo y se ofreció a financiar una gira. Los contrató por un salario semana de 4 libras esterlinas y 10 chelines para Maskelyne y su esposa y 50 chelines para Cooke. Morton los llevó por todo el país durante dos años terminando en The Crystal Palace durante varias semanas. Luego les aseguró el Salón Egipcio en Piccadilly, lo reformó, puso un nuevo escenario y abrió a finales de 1873. Morton siguió siendo su gerente durante 20 años ayudándolos a establecerse firmemente en el escenario nacional, incluidos compromisos teatrales maratonianos como su famoso arrendamiento de 31 años en el Salón Egipcio, que finalizó en 1905 cuando el Salón fue demolido.

### Otros logros
Maskelyne y Cooke crearon muchas ilusiones que todavía se realizan a día de hoy. Maskelyne era experto en desarrollar los principios de las ilusiones, siendo una de sus más conocidas la levitación. Se cree equivocadamente que la levitación es creación de Jean-Eugène Robert-Houdin, pero fue de Maskelyne. La confusión surge porque Robert-Houdin inventó la ilusión "La suspensión ethéréenne" (también conocida como "La suspensión con escoba"). La levitación también se atribuye al mago estadounidense Harry Kellar, quien de hecho robó la ilusión al sobornar al técnico de Maskelyne, Paul Valadon.
A la muerte de Cooke en febrero de 1905, Maskelyne se asoció con David Devant. Devant se unió al equipo de Maskelyne por primera vez en 1893 cuando audicionó como reemplazo de Charles Morritt, un prestidigitador e inventor que trabajó con Maskelyne en el Egyptian Hall pero que se fue para montar su propio espectáculo.
En 1894, Maskelyne escribió el libro "Sharps and Flats: A Complete Revelation of the Secrets of Cheating at Games of Chance and Skill". Se convirtió en un éxito instantáneo y hasta el día de hoy se considera un libro de apuestas clásico. Fue la primera revelación detallada de los secretos de los jugadores de cartas. Otros autores antes de Maskelyne habían escrito sobre el juego amañado, pero nunca nadie había publicado un trabajo con explicaciones detalladas y en profundidad. La primera edición se publicó en Londres y Nueva York. Más tarde, cuando entró en el dominio público, el "Gambler's Book Shop" de Las Vegas publicó la primera reimpresión. Maskelyne escribió varios libros, pero Sharps and Flats es, con mucho, su obra literaria más importante y conocida.

### Inventos

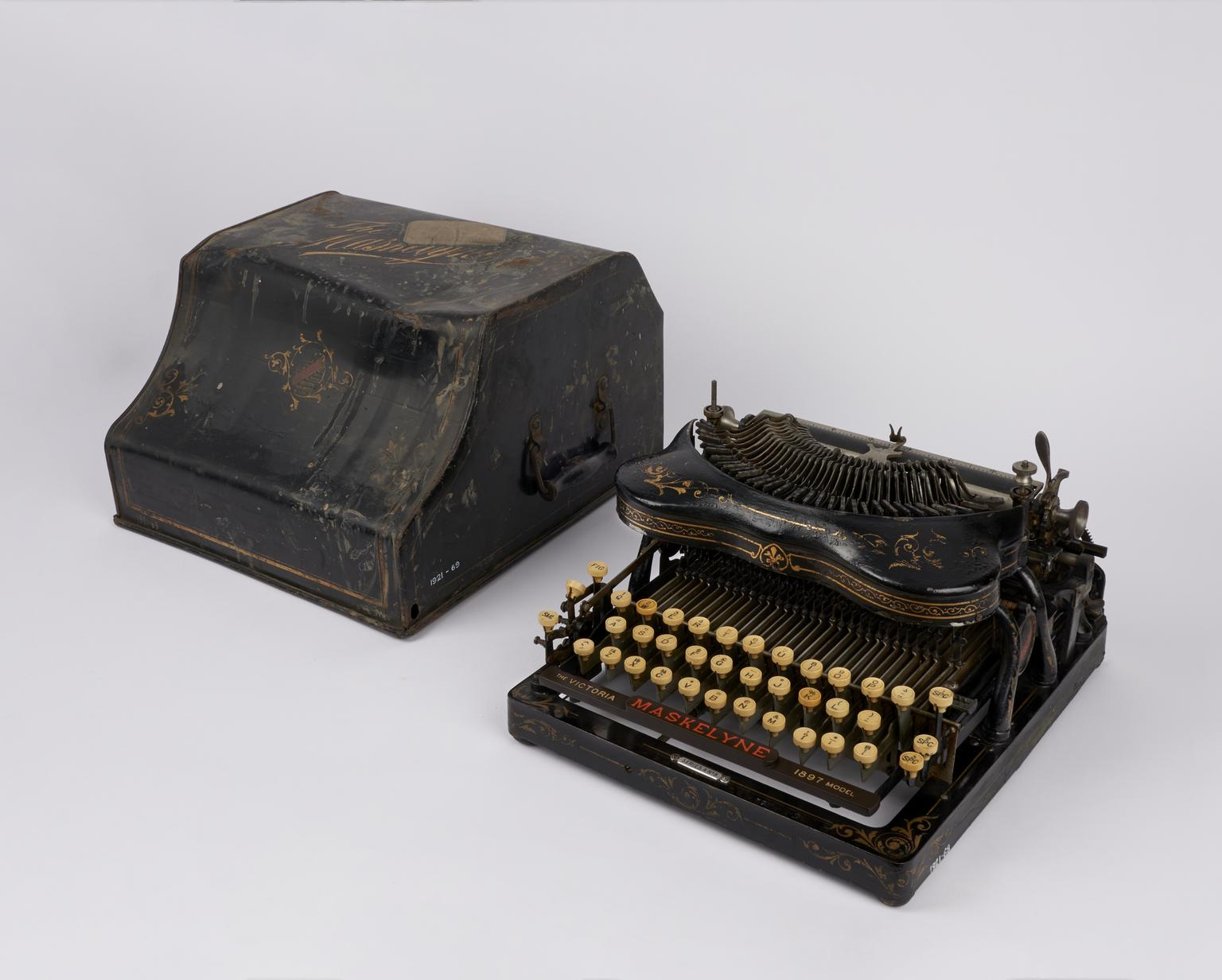
Máquina de escribir Maskelyne, modelo "Victoria" (serie A no.8), 1897

Con su hijo, John Nevil Maskelyne Jr., Maskelyne inventó una máquina de escribir cuyos tipos estaban entintados por una libreta y que escribían con espaciado proporcional al tamaño del carácter, característica que sólo fue reintroducida por IBM en 1941. Esta máquina probablemente se introdujo en el mercado en 1893. El modelo Victoria de 1897 introdujo más refinamientos.
También desarrollo una cerradura de pago para inodoros públicos, que requería de la inserción de una moneda de un centavo, lo que hizo que su uso se conociera con el eufemismo de "gastar un centavo".
Con John Algernon Clarke, Maskelyne inventó el "Psycho Automaton", una máquina que supuestamente podía jugar Whist. En el Egypt Hall de Londres, Psycho apareció en más de 4.000 funciones.

## Escepticismo
Maskelyne era miembro del Círculo de la Magia y, como Harry Houdini, trató de desmentir las habilidades sobrenaturales, tan comunes en aquella época. Con este fin, en 1914 fundó el Comité Oculto, para "investigar las afirmaciones de poder sobrenatural y exponer el fraude". En particular, intentó demostrar que el truco de la cuerda india nunca se había realizado.
Curiosamente el espiritista Alfred Russel Wallace no aceptó que Maskelyne hubiera replicado las hazañas de los hermanos Davenport utilizando métodos naturales y afirmó que Maskelyne poseía poderes sobrenaturales.
Las observaciones de Maskelyne sobre el engaño en las sesiones de Espiritismo de Cambridge en 1895 fueron importantes para la exposición de la médium Eusapia Paladino.

## Vida personal

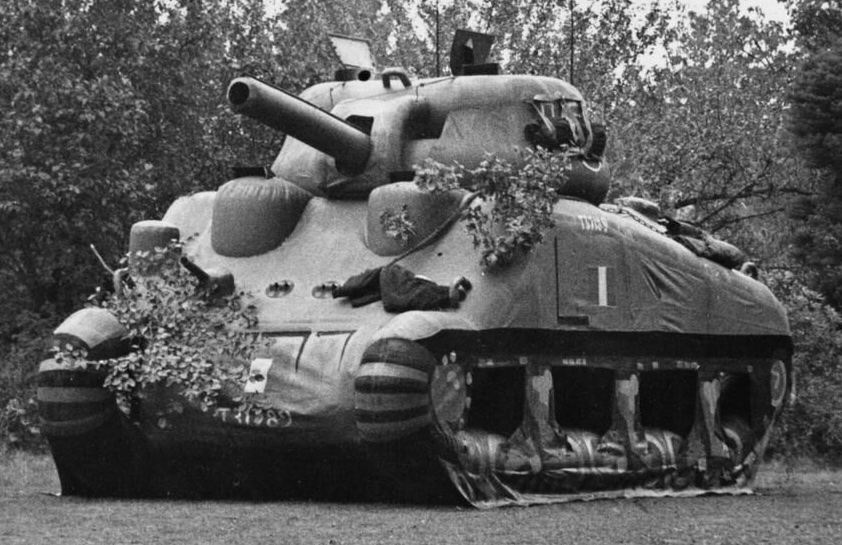
Un tanque inflable ficticio, inspirado en el M4 Sherman.

Maskelyne se casó con Elizabeth Taylor (1840 - 1911) en Pershore en 1862. Sus hijos fueron:
- Nevil Maskelyne (1863 – 1924)
- Minnie Jane Maskelyne (1866 –1942)
- Edwin Archibald Maskelyne (1879 – 1920)

Su primer hijo, Nevil, fue padre de Jasper Maskelyne. Ambos eran Ilusionistas y Jasper ha sido acreditado como un posible creador de engaños y camuflajes a gran escala utilizados durante la Segunda Guerra Mundial. Como por ejemplo la ilusión de un ejército falso que atacaría a los nazis desde el sur, confundiéndoles sobre la verdadera estrategia aliada consistente en atacar desde el norte. Se construyeron carros de combate inflables, barracones, depósitos de agua, incluso una vía de tren y un oleoducto falsos; se emitían señales de radio falsas para confundir a los alemanes, que efectivamente desplazaron buena parte de sus tropas para evitar el supuesto ataque, facilitando así la victoria aliada en El Alamein.
Maskelyne afirmaba ser descendiente de Nevil Maskelyne (1732 – 1811), aunque algunas fuentes repiten esto, otros relatos biográficos recientes establecen lo contrario.

## Muerte
Maskelyne murió en Marylebone, Londres, el 18 de mayo de 1917. Su cuerpo está enterrado en el cementerio de Brompton en Kensington, Londres.

## Publicaciones
- Maskelyne and Cooke: An Exposé of the Falseness of Their Pretensions (1873)
- Modern Spiritualism: A Short Account of its Rise and Progress, with Some Exposures of So-Called Spirit Media (1876) reimpreso en The Mediums and the Conjurors, 1976.
- (con) Lionel Weatherly The Supernatural? (1891, reimpreso 2011)
- Sharps and Flats: A Complete Revelation of the Secrets of Cheating at Games of Chance and Skill (1894)
- Maxim Versus Maskelyne: A Complete Explanation of the Tricks of the Davenport Brothers and Their Imitators: The Cleverest Performance Ever Attributed to Supernatural Power. Maskelyne & Devant's Entertainment Bureau. Contiene los siguientes artículos de The Strand Magazine:

Mr Fay's Cabinet Trick: A £20 Challenge to Mr Maskelyne.
Mr Maskelyne's Reply to Sir Hiram Maxim's Challenge.
Mr Maskelyne's Reply to Sir Hiram Maxim. Parte I.
Mr Maskelyne's Reply to Sir Hiram Maxim. Parte II.
Maxim Versus Maskelyne: The End of the Discussion.
- My Reminiscences (1910)
- The Fraud of Modern "Theosophy" Exposed (1912)